# Meeresschnee

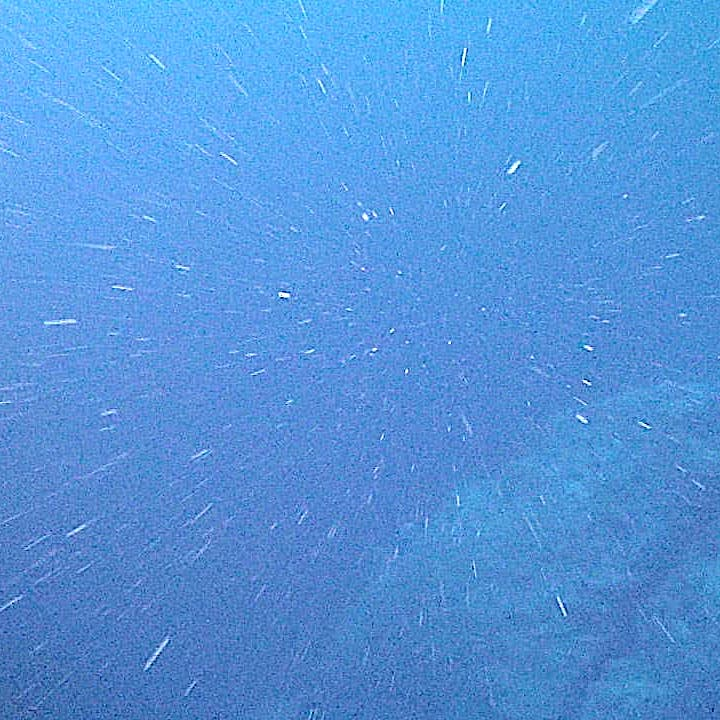
Meeresschnee

Als Meeresschnee wird das optische Phänomen eines kontinuierlichen Partikelregens von oberflächlichen Schichten im Meer bis in die Tiefsee bezeichnet.
Es handelt sich dabei um Überreste und Ausscheidungen pflanzlicher und tierischer mariner Organismen, die sich zu Aggregaten von einigen Zentimetern Durchmesser verbinden. Das beständige Absinken solcher Flocken erinnert an Schneefall an Land.
Das Material ist reich an Kohlenstoff und Stickstoff und dient wiederum vielen Lebewesen als Nahrung. Übriges Material lagert sich am Meeresboden ab und bildet dort eine Schlammschicht. In geologischen Zeiträumen entsteht daraus ein biogenes Sediment.
Durch dieses Festlegen am Meeresgrund entzieht der gesamte Prozess Kohlenstoff aus dem Kohlenstoffkreislauf, er wirkt als Kohlenstoffsenke. Er wird aus diesem Aspekt auch biologische Kohlenstoffpumpe genannt. Ein großer Teil der Kohlendioxidemissionen in die Atmosphäre wird durch diesen Mechanismus wieder unschädlich gemacht. Wie viel genau, ist Gegenstand der Forschung, Messungen sind schwierig.
Um die Zusammensetzung des Meeresschnees zu untersuchen, wurde er traditionell mit Netzen gefischt. Dabei war eine Veränderung der Struktur durch mechanische Einwirkung und Schwerkraft unvermeidlich. Aktuell wird mit optisch-digitalen Systemen geforscht, die nicht invasiv arbeiten.
Dadurch ist es möglich, gallertiges Zooplankton, koloniales Phytoplankton und andere zerbrechliche Partikel im Originalzustand zu erfassen.
Im Anthropozän besteht Meeresschnee nicht mehr nur aus pflanzlichem und tierischem Material. In den meisten Proben findet sich auch Mikroplastik. Es nimmt am Sedimentationsprozess teil und wird zusammen mit dem anderen Material am Meeresboden abgelagert. Wie das zu bewerten ist, ist Gegenstand der Forschung.